# Стальной нагрудник
Стальной нагрудник (СН) — индивидуальное защитное средство типа кирасы или нагрудника, простейший бронежилет. Применялось, в частности в Первую мировую и Великую Отечественную войны.

## Советские модели
Были созданы несколько моделей (число обозначает год разработки):
- СН-38
- СН-39
- СН-40, СН-40А
- СН-42 выполнен из 2-мм стали 36СГН, в допусках 1,8 — 2,2 мм, масса нагрудника 3,3 — 3,5 кг. Площадь защиты 0,2 кв. м.
- СН-46

В блокадном Ленинграде была разработана модель ПЗ-ЗИФ-20, имевшая больший вес, чем СН-42, но и лучшую защищённость.
Стальными нагрудниками (наряду с обычными стальными шлемами (касками)) оснащались бойцы штурмовых инженерно-сапёрных бригад Резерва Верховного Главнокомандования, за что их иногда называли «панцирной пехотой». Нагрудник СН-42 был облегчён по сравнению с предвоенной моделью СН-40 и предназначен для защиты от удара штыком, мелких осколков и 9-мм пистолетных пуль со свинцовым сердечником, обеспечивая защиту от поражения из пистолета-пулемёта MP-38/40 с расстояния 10 м. Также с расстояния 100—150 м выдержали выстрел из винтовки Gewehr 41, но при условии, что пуля шла по касательной. После принятия Вермахтом на снабжение 9 мм патрона, индекс патрона Р.08 m.E (нем. mit Eisen Kern), с пулей с мягким стальным (железным) сердечником, потребовалось увеличить толщину нагрудника до 2,6 мм (2,5 — 2,7 мм), который получил наименование СН-46.
По современным стандартам примерно соответствует бронежилету II класса.

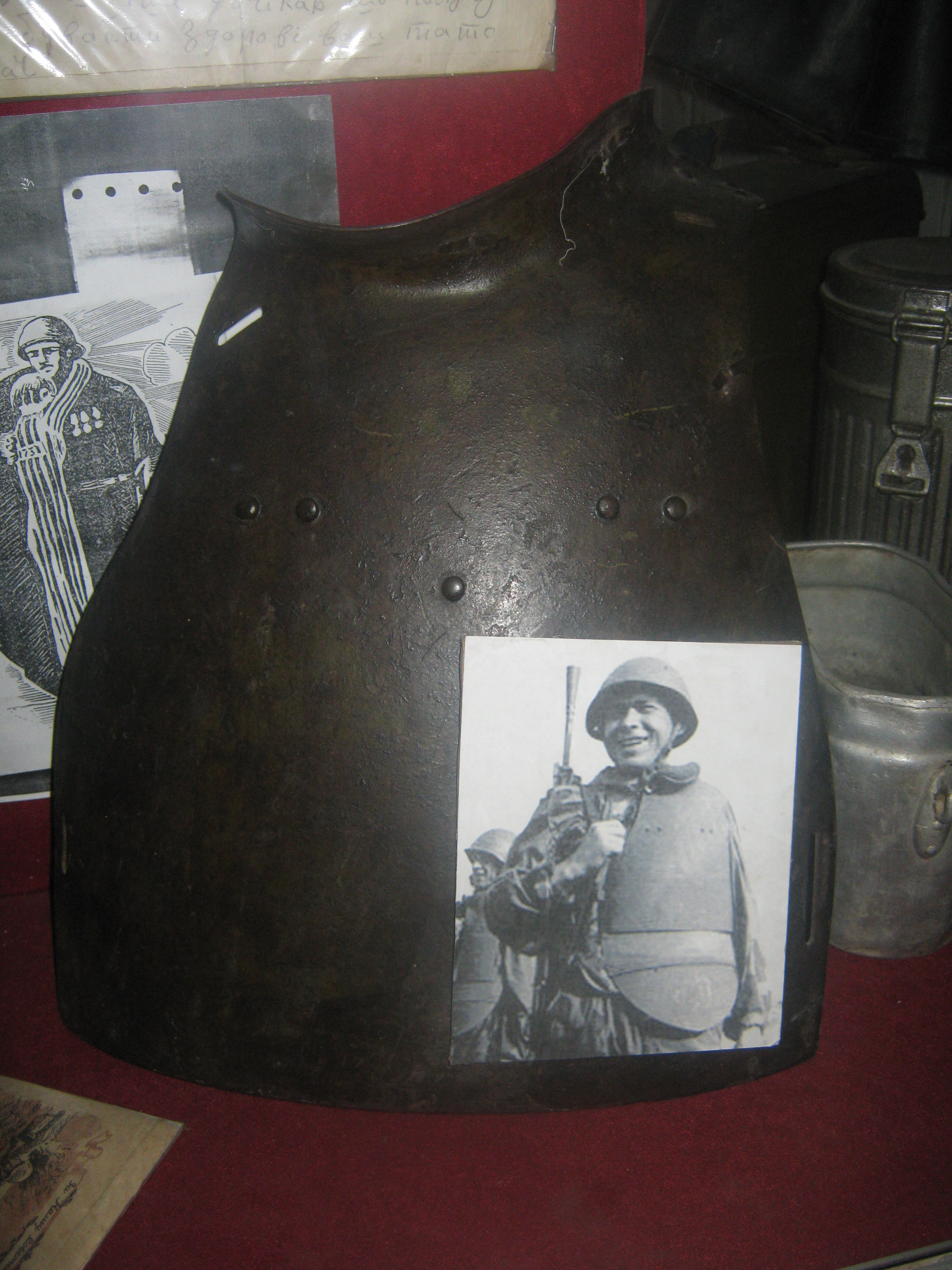
Фотография верхней части стального нагрудника из музея Каменец-Подольской крепости

## Боевое применение
- СССР — стальные нагрудники СН-42 стали поступать в войска в 1942 году[2]и в дальнейшем применялись в ходе Великой Отечественной войны.
- Польша — советские стальные кирасы поступили на вооружение 1-й армии Войска Польского (по состоянию на 31 октября 1944 года их насчитывалось 1000 шт.)[3]
- Нацистская Германия — по некоторым сведениям, трофейные советские стальные нагрудники поступали на снабжение немецкой армии, кроме того, в Германии для частей СС выпускались сходные нагрудники.

Оценки нагрудника фронтовиками неоднозначна: известны как положительные, так и отрицательные отзывы. Нагрудник хорошо зарекомендовал себя в уличных боях при штурме городов, в рукопашной схватке, когда боец шёл или бежал. В то же время в полевых условиях бойцы штурмовых бригад больше передвигались по-пластунски, и нагрудники становились ненужной помехой.
Долгое время все стальные нагрудники РККА считались утраченными, и только в 1998 году в Десногорский краеведческий музей Смоленской области поступил найденный на местах наступательных сражений лета 1943 года один нагрудник.

### Подобные конструкции
- стальные кирасы серийно выпускались, получили распространение и применялись в ходе Первой мировой войны в армиях Германии, Великобритании и Франции.
- в 1920-е-1930-е годы стальные кирасы находились на вооружении польской полиции.

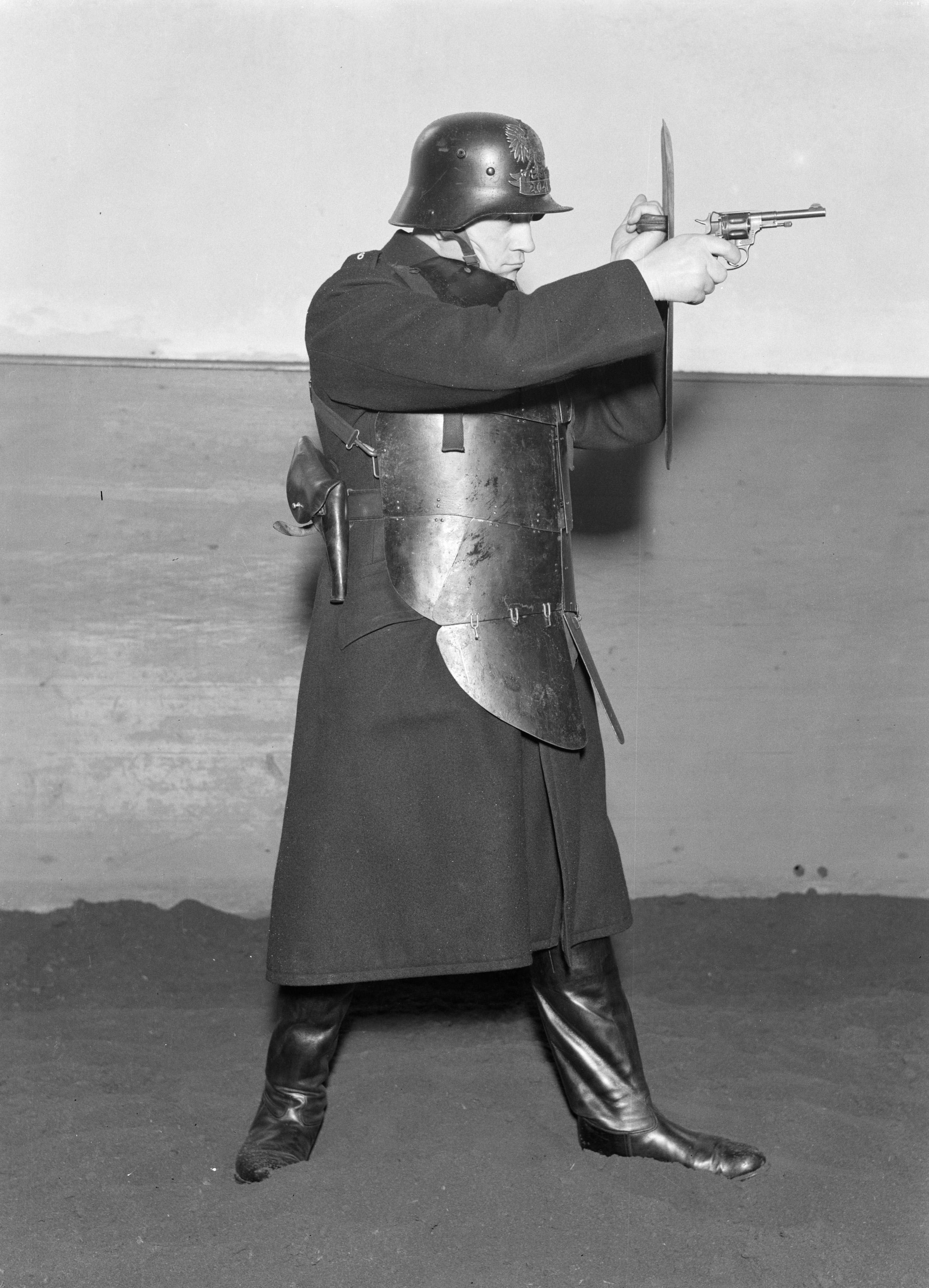
Польский полицейский

- в 1920-е-1930-е годы были разработаны несколько вариантов стальных кирас для солдат императорской армии Японии (применялись в ходе боевых действий в Китае).

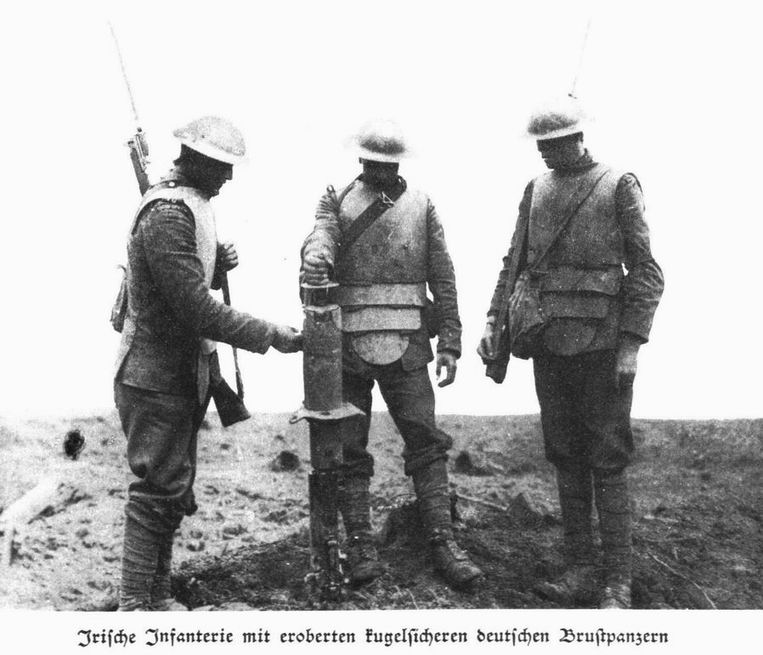
Англичане в трофейных немецких нагрудниках. 1917 год.
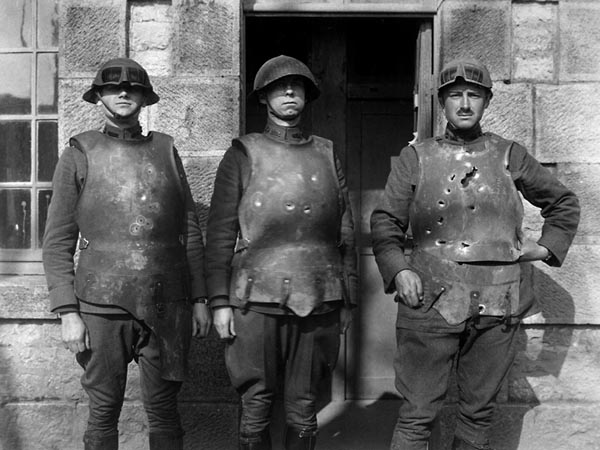
Испытание французских кирас. 1918 год.
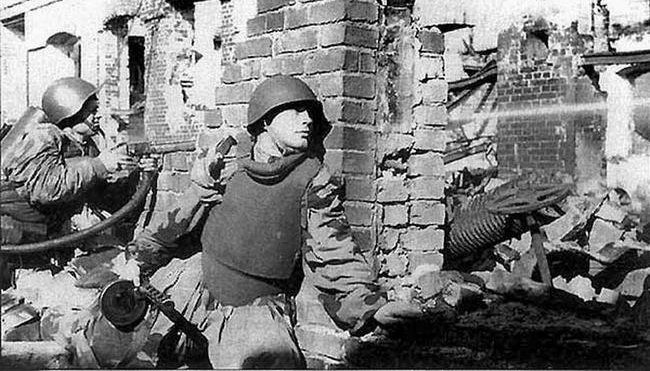
Советский солдат в стальном нагруднике СН-42 во время уличных боёв.
Трофейные японские нагрудники.